# Medalha de Ouro do Svenska Dagbladet

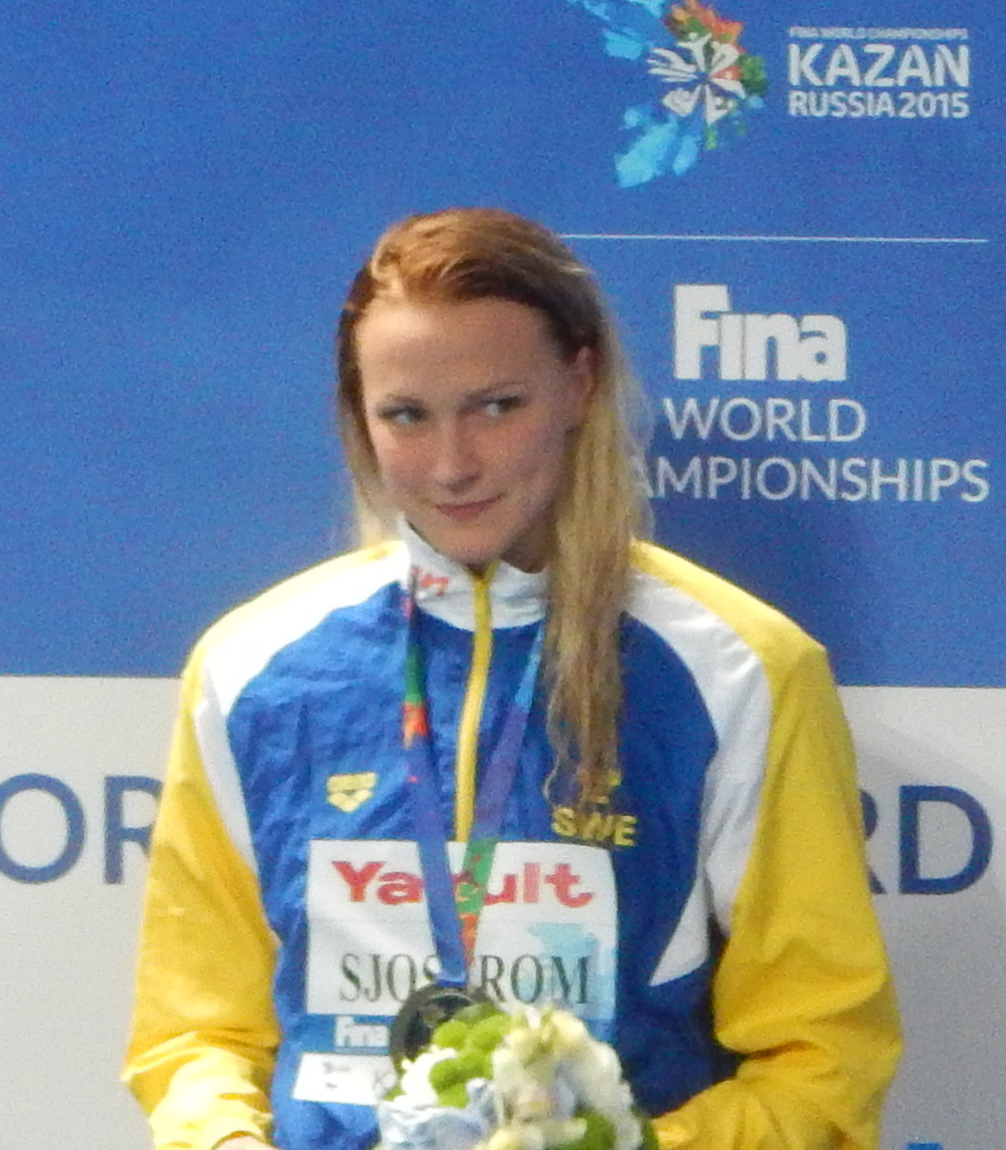
Sarah Sjöström - 2015

A Medalha de Ouro do Svenska Dagbladet (Svenska Dagbladets guldmedalj ou Bragdmedaljen) é um prémio desportivo instituído pelo jornal diário Svenska Dagbladet, atribuído ao desportista ou equipa sueca que tenha obtido o resultado desportivo mais significativo do ano. A sua distribuição é feita anualmente desde 1925, no mês de novembro ou dezembro.

## Alguns atletas agraciados
- 1931 - Sven Rydell
- 1942 - Gunder Hägg
- 1969 - Ove Kindvall
- 1972 - Ulrika Knape
- 1974 - Björn Borg
- 1977 - Frank Andersson
- 1978 - Björn Borg e Ingemar Stenmark
- 1982 - Mats Wilander
- 1984 - Gunde Svan
- 1985 - Patrik Sjöberg
- 1990 - Stefan Edberg
- 1991 - Pernilla Wiberg
- 1997 - Ludmila Engquist
- 2003 - Carolina Klüft
- 2004 - Stefan Holm
- 2005 - Kajsa Bergqvist
- 2006 - Anja Pärson
- 2007 - Anja Pärson
- 2015 - Sarah Sjöström [3]
- 2016 - Henrik Stenson
- 2017 - Sarah Sjöström[4]
- 2018 - Hanna Öberg
- 2020 – Armand Duplantis [5]
- 2022 – Nils van der Poel [6]
- 2023 – Daniel Ståhl
- 2024 – Armand Duplantis